# Tsarítsinka
Tsarítsinka (en rus: Царицынка) és un poble de l'óblast de Tomsk, a Rússia, que el 2010 tenia 63 habitants.